# Локе (Нова Гориця)
Локе (словен. Loke) — розпорошене поселення в общині Нова Гориця, Регіон Горишка, Словенія, сателіт поселення Кромберк. Висота над рівнем моря: 168 м.